# Tangará da Serra
Tangará da Serra este un oraș în Mato Grosso (MT), Brazilia.